# Choummaly Sayasone
Đây là một tên người Lào; họ tên được viết theo thứ tự tên trước, họ sau: họ là Sayasone (Xay-nha-xỏn).
Thượng tướng Choummaly Sayasone (tiếng Lào: ຈູມມາລີ ໄຊຍະສອນ, phiên âm: Chu-ma-ly Xay-nha-xỏn; sinh ngày 6 tháng 3 năm 1936 tại tỉnh Attapu, Cộng hòa Dân chủ Nhân dân Lào) là Chủ tịch nước Cộng hòa Dân chủ Nhân dân Lào kiêm Tổng Bí thư Đảng Nhân dân Cách mạng Lào từ ngày 21 tháng 3 năm 2006. Ông đã được Đại hội 8 của Đảng Nhân dân cách mạng Lào bầu làm Tổng Bí thư và tiếp tục được bầu lại giữ chức Tổng Bí thứ Đảng tại Đại hội 9 (2011). Chức vụ trước đó của ông là Phó Chủ tịch nước, Thường trực Bộ Chính trị, trước nữa là Bộ trưởng Quốc phòng.

## Tiểu sử
Choummaly Sayasone sinh ngày 6 tháng 3 năm 1936 trong một gia đình nông dân tại bản Vat Neua, huyện Saysetha, tỉnh Attapu, là một thành viên của bộ tộc Lào Loum.
Năm 1954, ông tham gia cách mạng với tư cách là quân nhân tại căn cứ cách mạng tại huyện Samneua, tỉnh Houaphan.
Từ năm 1955 đến năm 1956, ông đã tham gia nhiều trận chiến đấu bảo vệ cơ sở cách mạng và vùng tự do. Ngày 7 tháng 12 năm 1955 được kết nạp vào Đảng Nhân dân Cách mạng Lào.
Ông từng được cử giữ các chức vụ Trung đội phó (1959), Trung đội trưởng (1961), Chính ủy Tiểu đoàn 5 (1962), Tiểu đoàn trưởng Tiểu đoàn 2 (1964) Quân đội Pathet Lào.
Năm 1964, ông học tại Trường Chính trị cao cấp (Việt Nam).
Từ năm 1968-1975, là Tư lệnh Liên quân Vùng Xiêng Khoảng.
Năm 1978, ông học tại Học viện quân sự (Liên Xô cũ).
Từ năm 1980-1982, là Phó Tư lệnh Bộ Chỉ huy Liên quân, Bộ Quốc phòng Lào.
Năm 1983, ông học tại Trường Chính trị và Hành chính (Việt Nam)
Từ năm 1982-1986, được bầu làm Ủy viên Ban Chấp hành Trung ương Đảng Nhân dân Cách mạng Lào khóa III. Năm 1986, tại Đại hội đại biểu toàn quốc Đảng Nhân dân Cách mạng Lào khóa IV, được bầu làm Ủy viên Trung ương và Ủy viên Dự khuyết Bộ Chính trị Ban Chấp hành Trung ương Đảng Nhân dân Cách mạng Lào. Năm 1991, tại Đại hội Đảng toàn quốc lần thứ V, được bầu làm Ủy viên Trung ương và Ủy viên Bộ Chính trị Ban Chấp hành Trung ương Đảng Nhân dân Cách mạng Lào; Ông được bổ nhiệm chức Bộ trưởng Quốc phòng Lào. Tại Đại hội VI năm 1996, tái cử các chức Ủy viên Trung ương, Ủy viên Bộ Chính trị Ban Chấp hành Trung ương Đảng Nhân dân Cách mạng Lào và được tái bổ nhiệm chức Bộ trưởng Quốc phòng.
Năm 2001, tại Đại hội Đảng khóa VII, ông được bầu lại làm Ủy viên Bộ Chính trị được bổ nhiệm làm Phó Chủ tịch nước Cộng hòa Dân chủ Nhân dân Lào.
Ngày 21 tháng 3 năm 2006, ông được bầu làm Tổng Bí thư Đảng Nhân dân Cách mạng Lào tại Đại hội Đảng khóa VIII. Ngày 8 tháng 6 năm 2006, ông được bầu làm Chủ tịch nước Lào tại kỳ họp thứ nhất, Quốc hội khóa VI, thay cho Khamtai Siphandon.
Tại Đại hội Đảng khóa IX (2011), ông một lần nữa tái đắc cử chức Tổng Bí thư Đảng. Tại Đại hội Đảng khóa X (2016), Bounnhang Vorachith - Thường trực Ban Bí thư, Phó Chủ tịch nước Lào, được bầu làm Tổng Bí thư, sau đó kế nhiệm ông làm Chủ tịch nước Lào.

## Gia đình
Phu nhân là bà Keosaichay Sayasone - Thiếu tá Quân đội. Hiện ông bà đã có bảy người con (3 trai và 4 gái).